# 어택 더 블록
《어택 더 블록》(영어: Attack the Block)은 2011년 개봉한 영국의 SF 코미디 공포 영화이다. 조 코니시의 첫 영화 연출 작품이며, 조디 휘터커, 존 보이에가, 닉 프로스트 등이 출연했다.

## 줄거리
가이 포크스의 밤에 임대 아파트로 이뤄진 사우스런던의 한 동네에서 수습 간호사 서맨사는 모지스가 이끄는 10대 갱단에게 돈을 뜯길 뻔한다. 하지만 인근에 운석이 떨어진 틈을 타 도망친다. 곧 하늘에서 쏟아져 내린 외계 괴물들이 모지스 무리를 쫓는다. 모지스 갱단은 후에 서맨사와 다시 조우한 뒤 외계의 침공에 대항해 동네를 지키기 위해 함께 힘을 합쳐 괴물들을 처치하기 시작한다.

## 출연진
- 존 보이에가
- 조디 휘터커
- 앨릭스 에즈메일
- 프랜즈 드러메이
- 닉 프로스트
- 루크 트레더웨이
- 조이 앤사
- 크리스 윌슨
- 테리 노터리

## 기타 제작진
- 섭외: 니나 골드
- 미술: 마커스 롤런드
- 세트: 딕 런